# Vue (Loire-Atlantique)
Vue (bretonisch: Gwagenez) ist eine französische Gemeinde mit 1.716 Einwohnern (Stand: 1. Januar 2022) im Département Loire-Atlantique in der Region Pays de la Loire. Sie gehört zum Arrondissement Nantes und zum Kanton Machecoul-Saint-Même. Die Einwohner werden Veuzéens und Veuzéennes genannt.

## Geografie
Vue liegt an der Acheneau rund zwanzig Kilometer westsüdwestlich von Nantes in der historischen Landschaft Pays de Retz. Umgeben wird Cheix-en-Retz von den Nachbargemeinden Frossay im Norden und Nordwesten, Le Pellerin im Norden und Nordosten, Rouans im Osten, Chaumes-en-Retz im Süden und Westen.

## Bevölkerungsentwicklung
| Jahr      | 1962 | 1968 | 1975 | 1982 | 1990 | 1999 | 2006 | 2017 |
| Einwohner | 796  | 772  | 743  | 784  | 887  | 996  | 1277 | 1638 |

## Sehenswürdigkeiten

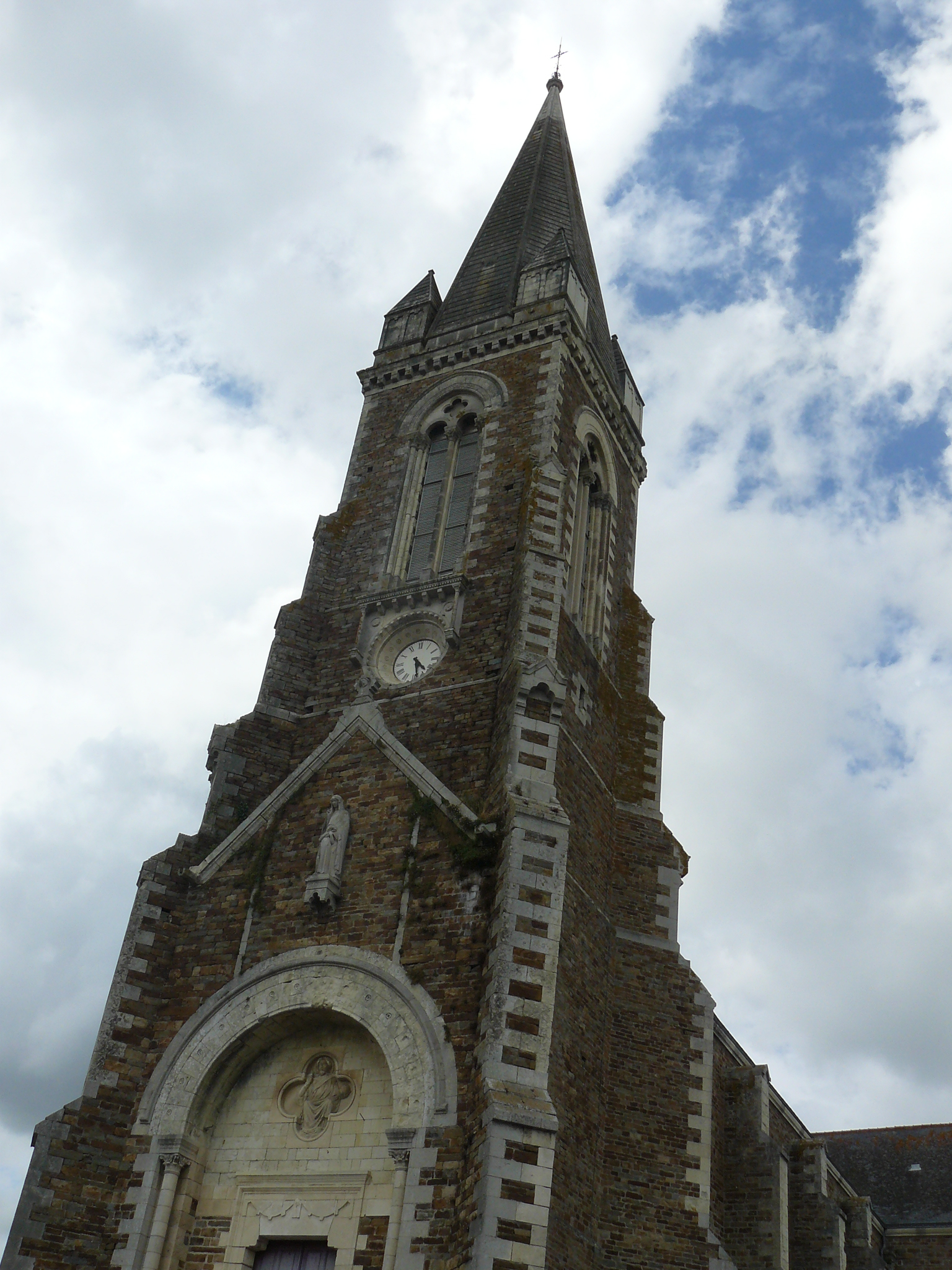
Kirche Sainte-Anne

- Kirche Sainte-Anne
- Schloss Le Pas
- Schloss La Blanchardais
- Gräberfeld aus der Merowingerzeit